# Styrax formosanus
Styrax formosanus là một loài thực vật có hoa trong họ Bồ đề. Loài này được Matsum. miêu tả khoa học đầu tiên năm 1901.